# Adanac Military Cemetery
Adanac Military Cemetery is een Britse militaire begraafplaats met gesneuvelden uit de Eerste Wereldoorlog, gelegen in de Franse gemeente Miraumont (departement Somme). De begraafplaats ligt 2,3 km ten zuiden van het centrum (Église Saint-Léger) langs de weg naar Courcelette. De begraafplaats werd ontworpen door Herbert Baker. Het terrein heeft een rechthoekig grondplan met een oppervlakte van 8.645 m² en is aan drie zijden omgeven door een natuurstenen muur. Het Cross of Sacrifice staat op een verhoogd plateau tegen de oostelijke muur en de Stone of Remembrance staat in het midden eveneens op een platform. Tegen de noordelijke muur staat een rechthoekig schuilgebouw met vijf (drie vooraan en twee aan de zijkanten) rondbogige doorgangen. De begraafplaats wordt onderhouden door de Commonwealth War Graves Commission.
Er liggen 3.186 doden begraven waaronder 1.708 niet geïdentificeerde.

## Geschiedenis
Miraumont en Pys werden vrij vroeg in de oorlog bezet door de Duitsers. Maar bij de strategische terugtrekking van hun troepen tot de Hindenburglinie werden deze gemeenten op 24 en 25 februari 1917 door de geallieerden ingenomen. In het voorjaar van 1918 werden ze echter terug door de Duitse troepen tijdens hun lenteoffensief veroverd. Uiteindelijk namen eenheden van de 42nd (East Lancashire) Division de gemeenten op 24 augustus 1918 definitief in.
De begraafplaats (Adanac is de omkering van Canada) werd na de wapenstilstand aangelegd door concentratie van graven afkomstig uit de omgeving van Courcelette en enkele ontruimde begraafplaatsen rond Miraumont. Deze waren: Pys British Cemetery, Pys New British Cemetery en Aquaduct Road Cemetery in Pys, New Zealand Cemetery en Shrine Cemetery in Grévillers.
Onder de geïdentificeerde doden zijn er 820 Britten, 562 Canadezen, 34 Australiërs, 64 Nieuw-Zeelanders en 5 Zuid-Afrikanen. Voor 13 slachtoffers werden Special Memorials opgericht omdat hun graven niet meer gelokaliseerd konden worden en men neemt aan dat ze zich onder naamloze graven bevinden. 

## Graven

### Onderscheiden militairen
- Samuel Forsyth, sergeant bij de New Zealand Engineers ontving het Victoria Cross (VC). Onder zwaar mitrailleurvuur werden onder zijn leiding drie vijandelijke machinegeweren onschadelijk gemaakt. Bij het oprukken naar zijn doel zocht hij naar steun van een tank maar werd daarbij gewond. Nadat de tank werd geraakt organiseerde hij met de bemanning een sectie waarna hij enkele vijandelijke machinegeweren uitschakelde. Op dat moment werd hij gedood door een sluipschutter. Hij was 27 jaar.
- James Cleland Richardson, soldaat (piper) bij de Canadian Infantry ontving het Victoria Cross (VC) voor zijn onverschrokken inzet bij het evacueren van gewonde en krijgsgevangen soldaten onder hevig vijandelijk vuur. Bij het terughalen van zijn doedelzak werd hij door artillerievuur gedood. In 1920 werden zijn stoffelijke resten gevonden en bijgezet op deze begraafplaats. Hij was 20 jaar.
- de officieren Vernon Savile Beevor, D. H. Bell, Charles Robert Ewbank Edmundson, Charles Matthew Howard en Clarence Eli Lee werden onderscheiden met het Military Cross (MC).
- de sergeanten J. McHaffie, Arthur G. Rutter en Arnold Willerton, sergeant-majoor Alfred Keith Scott en onderluitenant William Wright ontvingen de Distinguished Conduct Medal (DCM).
- 27 militairen werden onderscheiden met de Military Medal (MM) waaronder sergeant J. Maher van het Border Regiment tweemaal (MM and Bar).

### Minderjarige militairen
- Russell Lewis Collingridge, Joseph Lorne Dewart en Thomas Ethelbert Tombs, alle drie soldaten bij de Canadian Infantry waren 16 jaar oud toen ze sneuvelden.
- soldaat Thomas Flannigan van de Seaforth Highlanders en soldaat Joshua Watts van de Canadian Infantry waren 17 jaar toen ze sneuvelden.

### Aliassen
- soldaat George Grayburn diende onder het alias George Graburn bij het Border Regiment.
- soldaat Ernest Henry Asker diende onder het alias E.H. Howe bij het Essex Regiment.
- soldaat A. Piper diende onder het alias A. Gray bij de Canadian Infantry.
- soldaat William Prax diende onder het alias Edward Bergen bij de Canadian Infantry.